# Litoria lorica
La rana acorazada (Litoria lorica) es una pequeña especie de anfibio anuro de unos 40 milímetros, de color marrón claro y manchas marrones oscuras. Pertenece a la familia Pelodryadidae.
La ranas acorazadas se congregan en sitios con agua en movimiento, como los riachuelos. Está en la lista de especies en peligro crítico de extinción.